# Effektive Porosität
Die effektive Porosität {\displaystyle \Phi _{f}}, auch offene oder durchflußwirksame Porosität, bezeichnet den Porenanteil eines Gesteinsvolumens, der einen hydraulischen Transport von Fluiden im Untergrund zulässt:
{\displaystyle \Phi _{f}={\frac {V_{f}}{V_{ges}}}}
mit
- dem Porenraum {\displaystyle V_{f}} in {\displaystyle m^{3}}, der zum Wasserfluss beiträgt
- dem gesamten Gesteinsvolumen {\displaystyle V_{ges}} in {\displaystyle m^{3})}.

Dieses Gesteinsvolumen muss hydraulisch miteinander verbunden sein, Dead-End-Poren dagegen tragen nicht zur Strömung bei.
Die effektive Porosität von Grundwasserleitern bestimmt man z. B. durch einen Tracerversuch. Die Größe der effektiven Porosität entspricht ca. der Größe der nutzbaren Porosität bei Porengrundwasserleitern.